# Suspiro de limeña
El suspiro de limeña, conocido también como suspiro limeño o suspiro a la limeña, es un postre tradicional de la gastronomía del Perú, teniendo su origen en la capital de ese país.

## Historia
Este postre se origina a mediados del siglo XIX en la ciudad de Lima. La historia de su elaboración se inicia con Amparo Ayarza (1890-1954), esposa del escritor, periodista, catedrático y político peruano José Gálvez Barrenechea (1885-1957).
El postre fue bautizado así por el mencionado poeta peruano quien, al probar un dulce ideado y preparado por su esposa (quien tenía fama de gran cocinera) quedó encantado con su sabor y textura. Según las crónicas de la época, el vate dijo que la preparación era «suave y dulce como el suspiro de una mujer».
El postre se compone de dos partes, un manjar blanco y el merengue; ambos llegaron al Perú tras la conquista como parte de los ingredientes traídos por los españoles. En Perú se conocieron dos versiones del menjar blanc: la del manjar blanco con leche y azúcar y espesado con harina de arroz; y el manjar blanco sólo con leche, azúcar y vainilla, de donde nació el «suspiro de limeña».
Sobre el origen del nombre, proviene de los merengues españoles, llamados «suspiros».

### Difusión
Este postre es consumido principalmente en la ciudad de Lima (Perú) aunque también en las demás ciudades del Perú y ciertos países limítrofes.
En el siglo XXI, debido a la internacionalización de la gastronomía peruana, el consumo del postre se ha ido extendiendo a otros países del mundo donde los peruanos han emigrado y abierto diversos restaurantes.

## Preparación
La base de su elaboración es un manjar de yemas (inspirado en el manjar blanco) acompañado de un merengue italiano.[cita requerida]
El manjar blanco para este postre se prepara con
- leche,
- azúcar,
- yema de huevo (que le proporciona la consistencia característica) y
- esencia de vainilla.

El merengue lleva
- claras de huevo,
- vino oporto y
- azúcar.

En una copa se deposita el manjar blanco generosamente y se le corona con el merengue y muy poco polvo de canela.
La mezcla del sabor de ambos dulces es lo que caracteriza a este postre tradicional.[cita requerida]